# Кьер, Нильс
Нильс Кьер (норв. Nils Kjær; 11 сентября 1870, Холместранн — 9 февраля 1924, Осло) — норвежский драматург, прозаик, эссеист, литературный и театральный критик.

## Биография
Сын шкипера. Рано осиротел. В 1890 году отправился на учёбу в столицу. Окончил университет Осло (1892).
С 1895 года занимался творчеством. Вскоре стал известен в интеллектуальной среде столицы своим юмором и критическим остроумием. Работал секретарём редакции журнала Kringsjaa, в которой помещал свои статьи и очерки, сотрудничал с Dagbladet.
В 1895 году вышла его первая книга «Очерки». Как драматург дебютировал с пьесой «Судный день» (1902).
Известный критик в области литературы и театра.

## Избранная библиография
- 1895: Essays. Fremmede Forfattere — эссе
- 1898: Bøger og billeder — эссе
- 1902: Regnskabets dag — драма
- 1903: I Forbigaaende — эссе
- 1907: Mimosas hjemkomst — драма
- 1907: De evige Savn — новелла
- 1908: Smaa Epistler — эссе
- 1912: Nye Epistler — эссе
- 1913: Det lykkelige valg — драма
- 1917: For træet er der haab — драма
- 1920: Svundne Somre — эссе
- 1924: Siste epistler — эссеr